# Tetrakosanol
Tetrakosanol (lignocerylalkohol, systematicky tetrakosan-1-ol) je nasycený mastný alkohol s 24 atomy uhlíku, odvozený od kyseliny lignocerové.